# Иоанн (Хайкал)
Епи́скоп Иоа́нн (в миру Шафик Хайкал, араб. شفيق هيكل‎; род. 7 июня 1967, Журет-Арсун, Ливан) — епископ Антиохийской православной церкви, титулярный епископ Пальмирский, викарий Германской и Центрально-Европейской митрополии.

## Биография
Родился 7 июня 1967 года в Журет-Арсун (Jouret Arsoun) в области Ливанского хребта, в Ливане. В 1986 году окончил гимназию в Баламанде. В 1989 году поступил в Университете Аристотеля в Салониках, которую окончил со степенью бакалавра в 1993 году.
1 декабря 1995 году был рукоположен в сан диакона митрополитом Гор Ливанских Георгием (Ходром). 1 ноября 1999 году был рукоположен во пресвитера. В 1999 году по просьбе митрополита Гавриила (Салиби) был направлен в Германию, в Берлин, для окормления Георгиевского прихода Антиохийской Церкви.
В 2001 году получил докторскую степень по богословию из Университета Аристотеля в Салониках.
На заседании Священного Синода Антиохийской Православной Церкви 21-23 июня 2011 года был избран викарием Европейской епархии для Берлина. 6 августа 2011 года в храме патриаршего Баламандского монастыря состоялась его епископская хиротония.
15 октября 2013 года с разделением Европейской митрополии на три самостоятельных епархии была разделена на три самостоятельные епархии стал викарием Германской и Центрально-Европейской митрополии.